# Romange-lès-Vriange
Romange-lès-Vriange est une ancienne commune du Jura,  ayant existé de 1973 à 1979. Elle a été créée en 1973 par la fusion des communes de Romange et de Vriange. En 1979 elle a été supprimée et les deux communes constituantes ont été rétablies.

## Histoire
Par un arrêté préfectoral du 19 décembre 1972, Romange fusionne en association le 1er janvier 1973 avec Vriange qui devient commune associée. La commune nouvellement créée devient alors Romange-lès-Vriange. Cependant, cette association prend fin le 1er octobre 1979 par arrêté préfectoral du 20 septembre 1979. Par conséquent, la situation redevient comme elle l'était avant 1973.